# ムルキー・アイン
ムルキー・アイン（Mulki Ain）は、ネパール王国時代に制定された1400ページから成るネパールの法。「国法」を意味する。

## 概要
1854年、近代化の重要性を知ったジャンガ・バハドゥル・ラナが国王を通じる形で発布した。
立法作業は1851年から弟や重臣を中心として始められ、最終決定はジャンガによってなされた。
土地の測量・売買、農夫自らが土地を耕作する権利の付与、有罪無罪を決定する神がかり的悪習、迷信の禁止、拷問の禁止、殉死の禁止をさだめるなど、近代的かつ刑法と民法の両面を併せ持つ法でもあった。
佐伯和彦はムルキー・アインを定めたことは、ジャンガの最大の功績と述べている。